# Marc Girardelli
Marc Girardelli född 18 juli 1963 i Lustenau, Vorarlberg i Österrike är en före detta alpin skidåkare tävlande för Luxemburg. Girardelli inledde karriären tävlande för Österrike men valde 1976 att tävla för Luxemburg.
Han räknas som den tredje mest framgångsrike utförsåkaren på herrsidan efter Ingemar Stenmark och Hermann Maier [källa behövs]. Bland meriterna finns 46 världscupssegrar. Han är en av få skidåkare som har vunnit i alla fem grenarna. Vidare är han den enda manliga skidåkare som vunnit den totala världscupen vid fem tillfällen 1984/85, 1985/86, 1988/89, 1990/91 och 1992/93. Dessutom vann han totalt 13 mästerskapsmedaljer, dock aldrig något olympiskt guld.
Efter säsongen 1996/97 valde han att avsluta karriären.

## Meriter

### Världscupen
- 1982
  - Storslalomcupen – 3
- 1983
  - Totalcupen – 4
- 1984
  - Totalcupen – 3
  - Storslalomcupen – 4
  - Slalomcupen – 1
- 1985
  - Totalcupen – 1
  - Super-G-cupen – 2
  - Storslalomcupen – 1
  - Slalomcupen – 1
- 1986
  - Totalcupen – 1
  - Störtloppscupen – 4
  - Super-G-cupen – 3
  - Storslalomcupen – 5
- 1987
  - Totalcupen – 2
  - Super-G-cupen – 2
  - Storslalomcupen – 5
- 1988
  - Totalcupen – 5
  - Super-G-cupen – 4
- 1989
  - Totalcupen – 1
  - Störtloppscupen – 1
  - Super-G-cupen – 5
  - Storslalomcupen – 5
  - Slalomcupen – 3
  - Kombinationscupen – 1
- 1991
  - Totalcupen – 1
  - Storslalomcupen – 3
  - Slalomcupen – 1
  - Kombinationscupen – 1
- 1992
  - Totalcupen – 3
  - Super-G-cupen – 5
- 1993
  - Totalcupen – 1
  - Super-G-cupen – 5
  - Storslalomcupen – 3
  - Kombinationscupen – 1
- 1994
  - Totalcupen – 2
  - Störtloppscupen – 1
  - Super-G-cupen – 2
- 1995
  - Totalcupen – 4
  - Kombinationscupen – 1

#### Världscuptävlingar
- 46 segrar
- 100 pallplaceringar